# 22 novembre 1963
Le 22 novembre 1963 est le 326e jour de l'année 1963 du calendrier grégorien. Il s'agit d'un vendredi.

## Événements

### Politique
- Le président des États-Unis John Fitzgerald Kennedy est assassiné à Dallas.
- Lyndon B. Johnson devient le 36e président des États-Unis.
- André Bruneau succède à François de Nicolay, mort la veille, comme sénateur de la Sarthe.

### Culture
- Sortie de With The Beatles, deuxième album des Beatles.
- Sortie au Royaume-Uni du film de Carl Foreman Les Vainqueurs.
- Début du tournage du film de Mario Bava Six Femmes pour l'assassin.
- Tournage de la partie « The Survivors » de l'épisode de Doctor Who The Daleks.

## Naissances
- Abdelhak Benchikha, entraîneur de football algérien
- Domingos Castro, athlète portugais
- Winsor Harmon, acteur américain
- Hugh Millen, joueur de football américain
- Christophe Mougeot, rugbyman français
- Tony Mowbray, footballeur anglais
- Brian Robbins, acteur américain
- Benoît Sauvageau, homme politique québécois

## Décès
- Aldous Huxley, écrivain britannique (69 ans)
- John Fitzgerald Kennedy, 35ème Président des États-Unis d'Amérique (46 ans)
- C. S. Lewis, écrivain britannique (64 ans)
- J. D. Tippit, policier américain (39 ans)